# Lintot
Lintot – miejscowość i gmina we Francji, w regionie Normandia, w departamencie Sekwana Nadmorska.
Według danych na rok 1990 gminę zamieszkiwało 451 osób, a gęstość zaludnienia wynosiła 56 osób/km² (wśród 1421 gmin Górnej Normandii Lintot plasuje się na 490. miejscu pod względem liczby ludności, natomiast pod względem powierzchni na miejscu 462.).